# Pargny-les-Bois
Pour les articles homonymes, voir Pargny (homonymie) et Bois (communes).
Pargny-les-Bois est une commune française située dans le département de l'Aisne, en région Hauts-de-France.

## Géographie

### Localisation
- 1Carte dynamique
- 2Carte OpenStreetMap
- 3Carte topographique
- 4Carte avec les communes environnantes

### Hydrographie
La commune est située dans le bassin Seine-Normandie. Elle n'est drainée par aucun cours d'eau,.

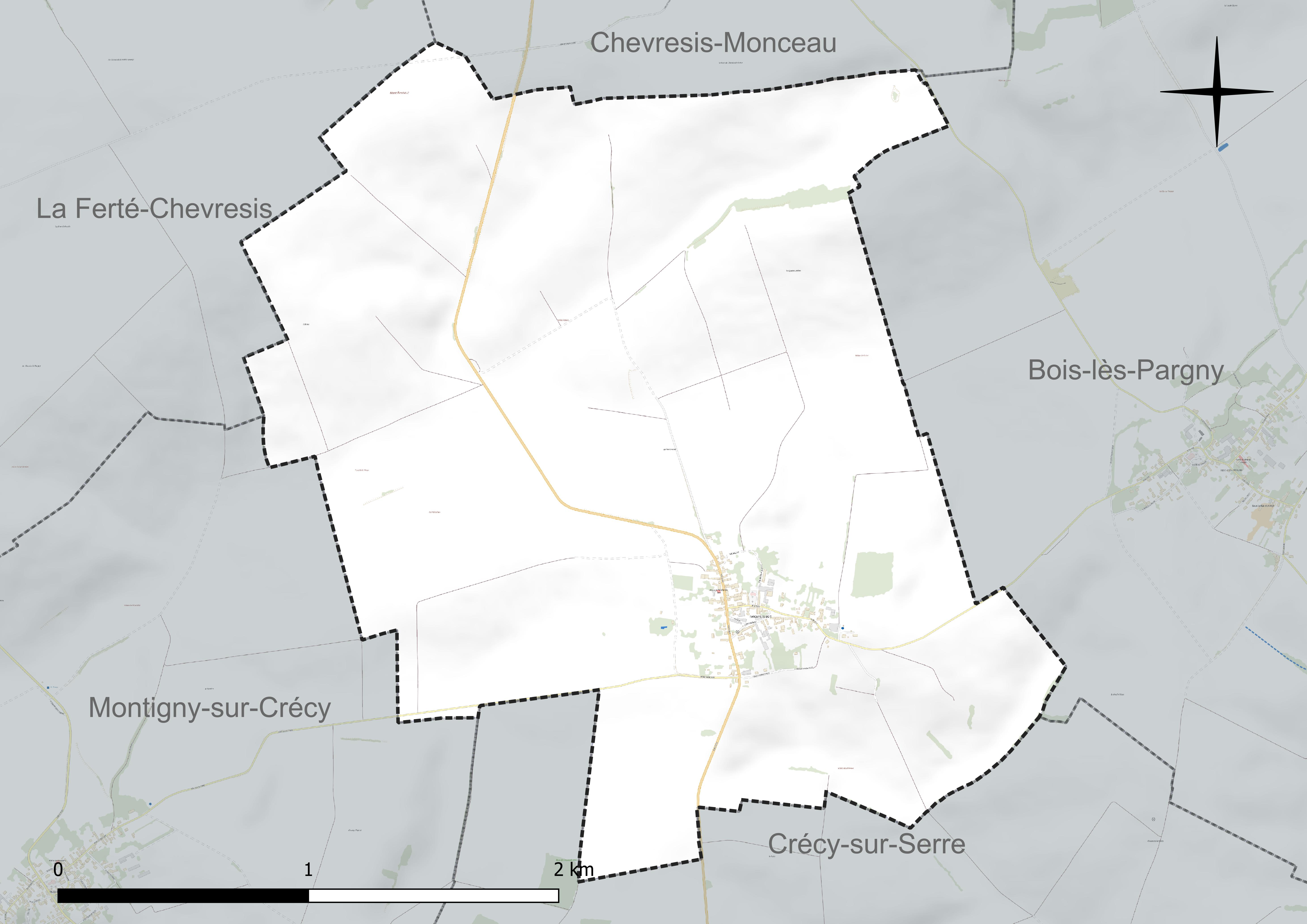
Réseau hydrographique de Pargny-les-Bois.

### Climat
Pour des articles plus généraux, voir Climat des Hauts-de-France et Climat de l'Aisne.
En 2010, le climat de la commune est de type climat océanique dégradé des plaines du Centre et du Nord, selon une étude du CNRS s'appuyant sur une série de données couvrant la période 1971-2000. En 2020, Météo-France publie une typologie des climats de la France métropolitaine dans laquelle la commune est exposée à un climat océanique altéré et est dans la région climatique Nord-est du bassin Parisien, caractérisée par un ensoleillement médiocre, une pluviométrie moyenne régulièrement répartie au cours de l'année et un hiver froid (3 °C).
Pour la période 1971-2000, la température annuelle moyenne est de 10 °C, avec une amplitude thermique annuelle de 15,2 °C. Le cumul annuel moyen de précipitations est de 759 mm, avec 12,2 jours de précipitations en janvier et 9,1 jours en juillet. Pour la période 1991-2020, la température moyenne annuelle observée sur la station météorologique la plus proche, située sur la commune d'Aulnois-sous-Laon à 13 km à vol d'oiseau, est de 11,0 °C et le cumul annuel moyen de précipitations est de 685,6 mm,. Pour l'avenir, les paramètres climatiques de la commune estimés pour 2050 selon différents scénarios d'émission de gaz à effet de serre sont consultables sur un site dédié publié par Météo-France en novembre 2022.

## Urbanisme

### Typologie
Au 1er janvier 2024, Pargny-les-Bois est catégorisée commune rurale à habitat très dispersé, selon la nouvelle grille communale de densité à 7 niveaux définie par l'Insee en 2022.
Elle est située hors unité urbaine. Par ailleurs la commune fait partie de l'aire d'attraction de Laon, dont elle est une commune de la couronne,. Cette aire, qui regroupe 106 communes, est catégorisée dans les aires de 50 000 à moins de 200 000 habitants,.

### Occupation des sols
L'occupation des sols de la commune, telle qu'elle ressort de la base de données européenne d'occupation biophysique des sols Corine Land Cover (CLC), est marquée par l'importance des territoires agricoles (95 % en 2018), une proportion identique à celle de 1990 (95 %). La répartition détaillée en 2018 est la suivante : 
terres arables (95 %), zones urbanisées (5 %).
L'évolution de l'occupation des sols de la commune et de ses infrastructures peut être observée sur les différentes représentations cartographiques du territoire : la carte de Cassini (XVIIIe siècle), la carte d'état-major (1820-1866) et les cartes ou photos aériennes de l'IGN pour la période actuelle (1950 à aujourd'hui).

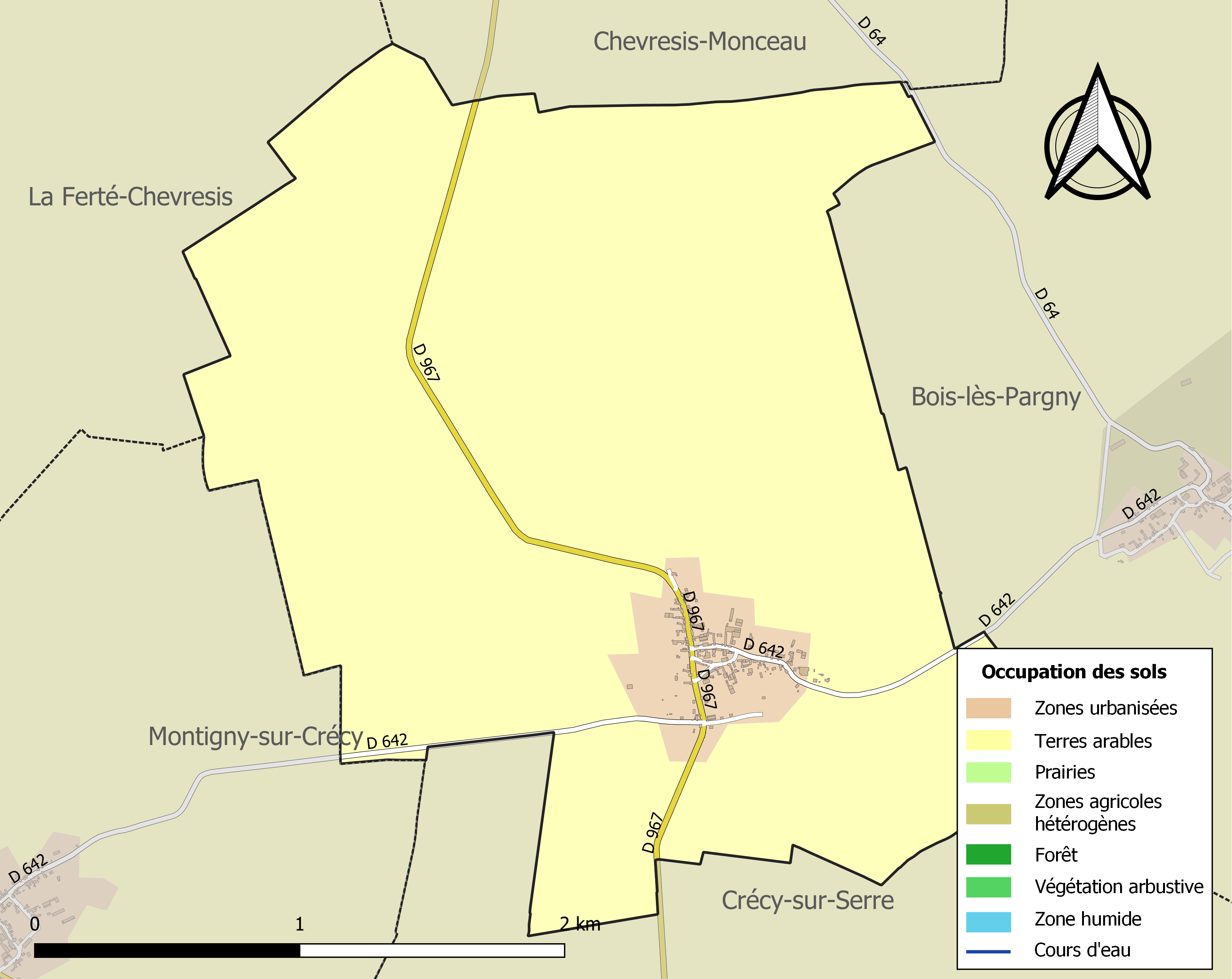
Carte de l'occupation des sols de la commune en 2018 (CLC).

## Toponymie
Le village est cité pour la première fois sous l'appellation latine de Pariniacum en 1065. Le nom variera encore ensuite de nombreuses fois en fonction des différents transcripteurs :  Parniacum, Parregniacus, Parigniacus, Parigni, Parigniacum, Parigniacum-desuper-Creciacum, Pargni-dessus-Crécy, puis Pargny au XVIIIe siècle sur la carte de Cassini et enfin l'écriture actuelle Pargny-les-Bois au XIXe siècle.
La commune de Pargny indique qu'elle se situe près de Bois-lès-Pargny.

## Histoire
|  |

La carte de Cassini montre qu'au XVIIIe siècle, Pargny est une paroisse.

Un château, aujourd'hui disparu, est symbolisé au sud du village.

A l'est, l'Hermitage était une fontaine située près d'une habitation d'ermites qui fut détruite en 1789
.

## Politique et administration

### Découpage territorial
La commune de Pargny-les-Bois est membre de la communauté de communes du Pays de la Serre, un établissement public de coopération intercommunale (EPCI) à fiscalité propre créé le 17 décembre 1992 dont le siège est à Crécy-sur-Serre. Ce dernier est par ailleurs membre d'autres groupements intercommunaux.
Sur le plan administratif, elle est rattachée à l'arrondissement de Laon, au département de l'Aisne et à la région Hauts-de-France. Sur le plan électoral, elle dépend du  canton de Marle pour l'élection des conseillers départementaux, depuis le redécoupage cantonal de 2014 entré en vigueur en 2015, et de la première circonscription de l'Aisne  pour les élections législatives, depuis le dernier découpage électoral de 2010.

### Administration municipale
| Période                                  | Période                       | Identité            | Étiquette           | Qualité                                 |
| ---------------------------------------- | ----------------------------- | ------------------- | ------------------- | --------------------------------------- |
| ?                                        | juillet 1912                  | André Castelin      | Groupe nationaliste |                                         |
| mars 2001                                | mars 2008                     | Jean-Pierre Guenard |                     |                                         |
| mars 2008                                | 2014                          | Dominique Cloup     |                     |                                         |
| mars 2014                                | En cours (au 13 juillet 2020) | Jean-Marc Talon     | SE                  | Retraité Réélu pour le mandat 2020-2026 |
| Les données manquantes sont à compléter. |                               |                     |                     |                                         |

## Démographie
L'évolution du nombre d'habitants est connue à travers les recensements de la population effectués dans la commune depuis 1793. Pour les communes de moins de 10 000 habitants, une enquête de recensement portant sur toute la population est réalisée tous les cinq ans, les populations de référence des années intermédiaires étant quant à elles estimées par interpolation ou extrapolation. Pour la commune, le premier recensement exhaustif entrant dans le cadre du nouveau dispositif a été réalisé en 2008.

En 2022, la commune comptait 140 habitants, en évolution de +8,53 % par rapport à 2016 (Aisne : −1,97 %, France hors Mayotte : +2,11 %).
| 1793 | 1800 | 1806 | 1821 | 1831 | 1836 | 1841 | 1846 | 1851 |
| ---- | ---- | ---- | ---- | ---- | ---- | ---- | ---- | ---- |
| 248  | 278  | 291  | 305  | 338  | 329  | 339  | 325  | 355  |

| 1856 | 1861 | 1866 | 1872 | 1876 | 1881 | 1886 | 1891 | 1896 |
| ---- | ---- | ---- | ---- | ---- | ---- | ---- | ---- | ---- |
| 305  | 308  | 295  | 251  | 251  | 222  | 217  | 190  | 206  |

| 1901 | 1906 | 1911 | 1921 | 1926 | 1931 | 1936 | 1946 | 1954 |
| ---- | ---- | ---- | ---- | ---- | ---- | ---- | ---- | ---- |
| 198  | 206  | 175  | 158  | 163  | 152  | 140  | 151  | 159  |

| 1962 | 1968 | 1975 | 1982 | 1990 | 1999 | 2006 | 2008 | 2013 |
| ---- | ---- | ---- | ---- | ---- | ---- | ---- | ---- | ---- |
| 144  | 153  | 161  | 139  | 153  | 137  | 135  | 135  | 129  |

| 2018 | 2022 | - | - | - | - | - | - | - |
| ---- | ---- | - | - | - | - | - | - | - |
| 134  | 140  | - | - | - | - | - | - | - |

## Lieux et monuments
- Église Saint-Pierre de Pargny-les-Bois.

## Personnalités liées à la commune
André-Louis Castelin, député de l'Aisne de 1889 à 1902 et de 1910 à sa mort en 1912, a été maire de Pargny-les-Bois.